# O Banquete dos Deuses: Conversa Sobre a Origem e a Cultura Brasileira
O Banquete dos Deuses: Conversa Sobre a Origem e a Cultura Brasileira é uma obra de Daniel Munduruku publicada no ano 2000 pela editora Angra e com a 2ª edição publicada em 2021 pela editora Global.

## Obra
Este livro compila uma coleção de artigos escritos pelo autor Daniel Munduruku, cuja principal preocupação é a necessidade de uma educação libertadora. Como educador, ele enfatiza a importância de uma educação que prepara para a vida e respeita a cultura indígena, sem distorcê-la. Daniel argumenta que essa cultura é uma parte intrínseca do nosso cotidiano e que todos nós somos influenciados por ela, como se fôssemos o próprio alimento no banquete dos deuses.
O trabalho de Munduruku oferece um valioso subsídio para o aprofundamento do entendimento das contribuições culturais das sociedades indígenas, explorando suas formas de percepção dos ciclos vitais, entre outras temáticas que abordam a identidade do próprio autor. Os pais são encorajados a ler este livro junto com seus filhos, como uma maneira de compartilhar com eles a compreensão dos povos indígenas diretamente da voz de um de seus representantes. Além disso, os professores, especialmente aqueles do ensino fundamental, encontrarão neste trabalho material valioso para o desenvolvimento de temas interdisciplinares, tais como Ética e Pluralidade Cultural.

### Daniel Munduruku

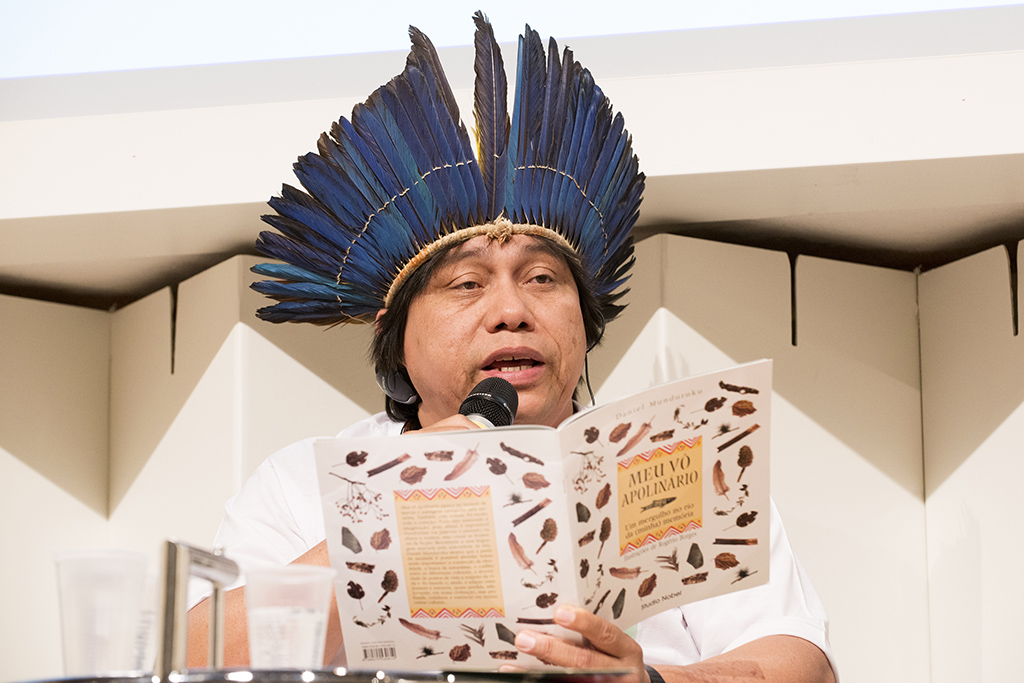
Daniel Munduruku na Feira de Frankfurt em 2013

O autor de "O Banquete dos Deuses" nasceu em Belém do Pará e é filho do povo indígena Munduruku. Com uma trajetória acadêmica diversificada, graduou-se em Filosofia e possui licenciatura em História e Psicologia. Além disso, fez parte do programa de Pós-Graduação em Antropologia Social na Universidade de São Paulo (USP). Com uma experiência profissional abrangente, atuou como professor por uma década e também como educador social de rua pela Pastoral do Menor de São Paulo. Além disso, sua influência se estende internacionalmente, tendo participado de conferências na Europa e ministrado oficinas culturais para crianças.
O autor recebeu reconhecimento por suas obras anteriores, incluindo "Histórias de Índio", "Coisas de Índio" e "As Serpentes que Roubaram a Noite", agraciadas com a Menção de Livro Altamente Recomendável pela Fundação Nacional do Livro Infantil e Juvenil (FNLIJ). Seu livro "Meu Avô Apolinário" foi selecionado pela UNESCO para receber uma Menção Honrosa no Prêmio Literatura para Crianças e Jovens, na categoria de tolerância. Além de seu trabalho como escritor, o autor destaca-se por sua participação ativa em palestras e seminários, nos quais enfoca o papel fundamental da cultura indígena na formação da sociedade brasileira.

## Importância para a cultura indígena
As sociedades tradicionais são filhas da memória e a memória é a base do equilíbrio das tradições. A memória liga os fatos entre si e proporciona a compreensão do todo. Para compreender a sociedade tradicional indígena é preciso entender o papel da memória na organização da trama da vida.
O Banquete dos Deuses aborda os aspectos fundamentais de um processo educacional, sob a perspectiva de um educador pertencente ao povo indígena Munduruku. Daniel Munduruku inicia seu livro discutindo o valor da consciência da ancestralidade como elemento crucial para o equilíbrio e a identidade. Ele argumenta que a felicidade está intrinsecamente ligada à identidade, que por sua vez não se completa sem conexões históricas e continuidades culturais. O autor traz à tona a complexa questão dos valores na educação, destacando a mistura e confusão de papéis prevalentes na escola, na família e em suas relações mútuas. Sob a perspectiva do índio discriminado, Munduruku explora e exemplifica o preconceito da civilização ocidental em relação ao diferente, evidenciando as representações do índio na cultura brasileira que contribuem para visões negativas no discurso educacional, inclusive nos livros didáticos.
Ao apresentar ao leitor uma análise crítica dupla - a do índio e a do cidadão que ele é - o texto de Munduruku proporciona reflexões sobre comportamentos e concepções, permitindo uma compreensão clara das urgências da educação contemporânea. Ele discorre sobre o papel da memória na organização da vida, como a memória ancestral confere significado e sentido às regras, e como a natureza pode ensinar a disciplina essencial para a vida. O autor explora a reverência pela terra entre os povos indígenas e os princípios de organização que essa reverência inspira, como a visão da terra como mãe e a gratidão essencial à mãe terra. Munduruku propõe a metáfora do "banquete dos deuses", onde o comportamento harmonioso e co-criativo do homem com seu meio e com seus pares gera a energia que mantém os deuses vivos e interessados na humanidade e em seu planeta.

Este livro é significativo, especialmente porque o educador que o produz traz a perspectiva de um grupo minoritário, sendo capaz de criticar legitimamente alguns princípios que têm regido a política nacional de educação. Com clareza e simplicidade, "O Banquete dos Deuses" provoca reflexões sobre preconceitos arraigados na cultura e sobre posturas hegemônicas destrutivas dentro do sistema educacional.